# Trix (modeltreinen)

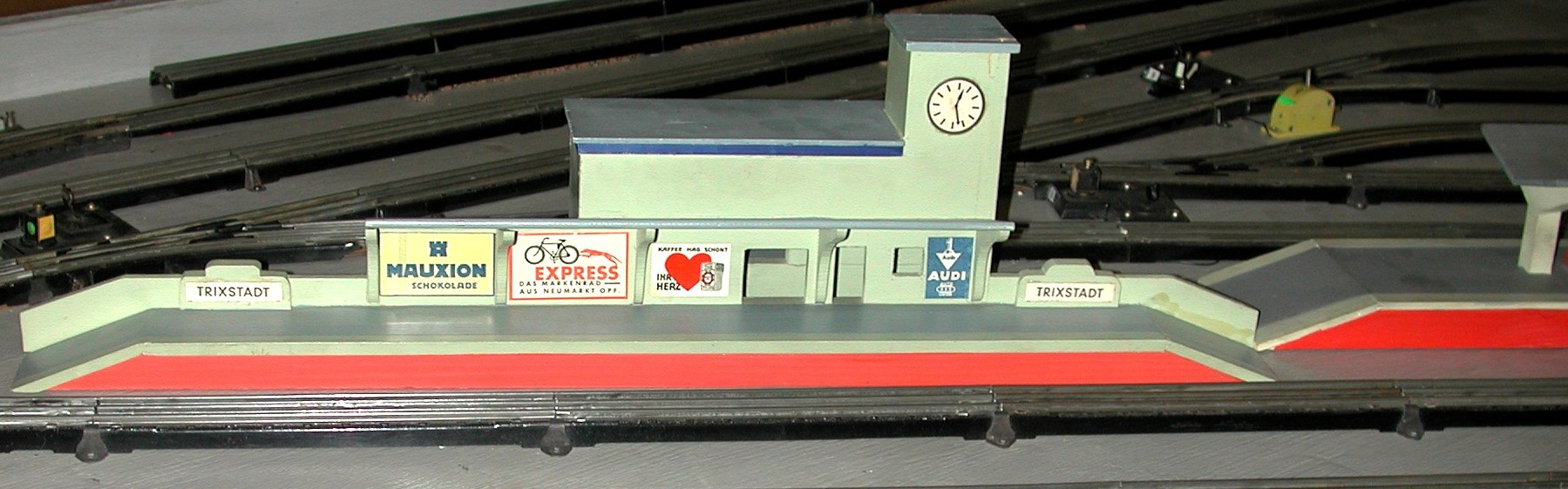
Stationsgebouw van Trix

Trix is een voormalig bedrijf dat modeltreinen en toebehoren maakte. Het komt uit Neurenberg en is 1 januari 1997 overgenomen door Märklin.
Het maakte onder andere Trix Express in schaal H0 (1:87) en Minitrix in schaal N (1:160).
Märklin gebruikt het merk Trix nu om haar 2-rail H0-modellen aan de man te brengen. Ook Minitrix wordt nog gefabriceerd. Eerder gebruikte Märklin het merk HAMO voor hetzelfde doel, maar is daar nu mee gestopt.
Inmiddels is de Trix-fabriek in Neurenberg gesloten. De productie is verplaatst naar de Märklin-fabrieken in Göppingen en Győr (Hongarije).
Arnold ·
Artitec ·
Bachmann ·
Brawa ·
Egger-Bahn ·
Fleischmann ·
Faller ·
Fulgurex ·
HAG ·
HAMO ·
Hornby Railways ·
Hübner ·
Ibertren ·
Jouef ·
Kato ·
KK Eishindo · 
Kleinbahn ·
Klein Modellbahn ·
Kleinspoor ·
Lemaco ·
LGB ·
Liliput ·
Lima ·
Lionel ·
LS Models ·
Märklin ·
Mehano Train Line ·
Micro-Trains ·
Minitrix ·
MK Modelbouwstudio's ·
Nilkram · 
Phildie · 
Philotrain ·
Piko ·
Primex ·
Regner ·
Rivarossi ·
Roco ·
ROKAL ·
THS ·
Tillig ·
Trix ·
Trix Express ·
Weinert